# 雷大镇
雷大镇，是中华人民共和国甘肃省平凉市静宁县下辖的一个乡镇级行政单位。
2016年，甘肃省民政厅批复同意撤销雷大乡，设立雷大镇。

## 行政区划
雷大镇下辖以下地区：
安乐村、陈局村、雷大村、黎沟村、杨沟村、新义村、兴坪村、合岘村、谢吕村、屈岔村、柴岔村、秀锦村、下马村、后梁村、曹沟村、曹河村、范堡村和麻峡村。